# Зехаузен (Альтмарк)
Зехаузен (нем. Seehausen) — город в Германии, ганзейский город, расположен в земле Саксония-Анхальт.
Входит в состав района Штендаль. Подчиняется управлению Зехаузен (Альтмарк). Население составляет 5329 человек (на 31 декабря 2010 года). Занимает площадь 34,45 км². Официальный код — 15 3 63 110.